# Padres lejanos
Padres lejanos fue un reality show español transmitido por Cuatro, primer programa de su tipo en el canal, el programa estuvo conducido por el español más conocido como el cordobés "Manuel Díaz". En general el reality show consiste en que 6 padres y sus hijos deberán solucionar sus problemas en la Patagonia argentina que se encuentra al sur de Argentina. El programa se emitió por primera vez el 23 de septiembre de 2012, y su último programa fue el 24 de noviembre de 2012.

## Formato
6 padres y sus hijos con serios problemas de convivencia, dispuestos a resolver sus diferencias y recuperar el tiempo perdido, emprenderán un viaje a argentina, específicamente en la Patagonia argentina hacia el sur. Las familias serán guiadas y ayudadas por psicólogos expertos, para que mejoren su relación y recuperen el tiempo perdido.

## Equipo del programa
- Presentador: Manuel Díaz González acompaña a las familias en sus procesos y ayuda emocionalmente a los participantes.
- Anfitriones:
  - Catalina Úbeda, es psicóloga social de Padres lejanos especializada en adolescentes problemáticos. Además es fundadora de la primera Escuela de Padres de Valencia.
  - Ignacio Massau, terapeuta social y psicólogo, especialista en adicciones y jóvenes problemáticos. En su haber tiene nueve años de experiencia en instituciones penitenciarias y centros de menores en Argentina.
  - Rafael González, es el capataz, tiene 30 años de experiencia como guía ecuestre y monitor en la monta de caballos. En el viaje a través de la Patagonia argentina es el encargado de la formación del grupo para montar a caballo y trabajar con animales.

## Participantes
| Participante | Edad | Residencia | Conflicto |
| ------------ | ---- | ---------- | --- |
| Oleg         | 22   | Valencia   | Oleg es adoptado y tiene problemas por robo, dice que sus padres son muy estrictos.                                                                                      |
| Isabel       | 50   | Valencia   | Es la madre adoptiva de oleg, quiere que oleg se vaya de la casa dado que esta cansada de mantenerlo y que le falte el respeto.                                          |
| Cristian     | 21   | Tenerife   | Cristian pasó una infancia difícil con su padre. Ahora es agresivo con su madre y no respeta a sus novios                                                                |
| Yolanda      | 48   | Tenerife   | Madre de cristia, se siente frustrada, ya que abandono a su hijo para estar con una de sus parejas                                                                       |
| Sarah        | 18   | Jaén       | Sarah agrede a sus padres adoptivos, odia a su hermano, no controla su rabia y cuando estalla no sabe parar                                                              |
| Antonio      | 58   | Jaén       | Padre adoptivo de sarah, echó de casa a su hija por agredir a su mujer, no quiere volver a vivir con ella                                                                |
| Carlos       | 18   | Utrera     | Carlos culpa a su madre de haberle desatendido y no le permite que tenga pareja                                                                                          |
| Mari         | 38   | Utrera     | Madre de Carlos, está harta de que la maltrate su hijo, se siente una esclava                                                                                            |
| Hana         | 21   | Huelva     | No le perdona a su madre su pasado de drogas y cárcel y jamás la ha llamado mamá                                                                                         |
| Ana María    | 45   | Huelva     | Madre de hana, abandono a su hija cuando aun era pequeña, estuvo 3 años en prisión                                                                                       |
| Jennifer     | 22   | Sevilla    | Se ha criado sin su padre, al que considera frío y calculador. Siente que él no la quiere porque no le ha mostrado cariño                                                |
| Antonio      | 44   | París      | Padre de jennifer, vive en Francia, esto ha hecho que se cree un relación muy distancia, e incluso él dice que no se siente un padre y ve como una desconocida a su hija |

- Simbología:

     Sigue en la aventura.
     Participante expulsado/a.

## Ruta
La ruta que recorrerán los seis padres y sus hijos, acompañados por Manuel Díaz González "El Cordobés", comenzó en el campamento de Lonco Luán y terminó en Moquehue, donde se celebra la Feria de Ganado a la que deberán llevar las reses. Son 200 kilómetros divididos en nueve etapas durante las cuales padres e hijos deberán familiarizarse con actividades nuevas para ellos: la monta de caballos, organización en equipo, trasladar y cuidar ganado, acatar normas, montar campamentos, entre otros.

## Localidades de la Patagonia por las que transcurre el programa
- Lonco Luan - Kilka (16 km)
- Kilka - Álamos Plateados (15 km)
- Álamos Plateados - Escuela 57 (17 km)
- Escuela 57 - Iron Bridge (27 km)
- Iron Bridge - Pulmarí (23 km)
- Pulmarí - Huacaco (21 km)
- Huacaco - Piedra Pintada (19 km)
- Piedra Pintada - Lago Ñorquinco (28 km)
- Lago Ñorquinco - Moquehue (35 km)

## Resumen
| Padre/Madre | Hijo/a     |
| --- | ---------- |
| Antonio | «Jennifer» |
| Conflicto:Su padre se marchó a vivir a Francia cuando ella tenía dos años y ha sufrido la falta de una figura paterna. Antonio tiene un gran desarraigo con su hija a la que apenas ha visto desde hace 20 años y acusa a su exmujer de ser la culpable de haberle apartado de Jennifer y de la opinión que la joven tenga de él. Desde el país galo viajará hasta La Patagonia argentina para recuperar a su hija, el tiempo perdido y poder decirle que la quiere. |            |

| Padre/Madre | Hijo/a   |
| --- | -------- |
| Mary | «Carlos» |
| Conflicto:Carlos culpa a su madre de haber crecido sin su atención, ya que se preocupaba más por sus constantes novios que de su cuidado. Esta situación le ha llevado al joven a controlar de forma obsesiva la vida de su madre, prohibiéndole, incluso, que inicie una nueva relación. |          |

| Padre/Madre | Hijo/a     |
| --- | ---------- |
| Yolanda | «Cristian» |
| Conflicto:Cristian no perdona a su madre que les abandonara a él y su hermano, les dejara a cargo de un padre desequilibrado y hayan pasado una infancia traumática. Es colérico e inconstante, roba y consume marihuana. Yolanda ha dejado a su actual pareja para recuperar a sus hijos, pero la convivencia se ha vuelto imposible por la falta de respeto y la agresividad de Cristian. |            |

| Padre/Madre | Hijo/a |
| --- | ------ |
| Isabel | «Oleg» |
| Conflicto:Oleg es adoptado y tiene problemas por robo, dice que sus padres son muy estrictos. Es la madre adoptiva de Oleg y quiere que se vaya de casa dado que esta cansada de mantenerlo y que le falte el respeto. |        |

| Padre/Madre | Hijo/a  |
| --- | ------- |
| Antonio | «Sarah» |
| Conflicto:Sarah fue adoptada a los dos años junto a su hermano, al que considera el favorito de sus padres. Reprocha a sus progenitores que le hayan ingresado en varios centros de menores por su mal comportamiento. No admite negativas, es muy agresiva y es consciente de no saber controlar su rabia. La convivencia con su familia era insostenible y finalizó el día que agredió a su madre. A pesar de ello, su padre le dio trabajo y paga la mitad del importe del alquiler de la casa en la que vive. |         |

| Padre/Madre | Hijo/a |
| --- | ------ |
| Ana María | «Hana» |
| Conflicto:Hana ha crecido con su abuela, ya que su madre Ana María pasó varios años encarcelada por su pasado delictivo a causa de su adicción a la heroína. A su vuelta a casa, la joven no le ha perdonado la falta de una figura materna, la considera un mal ejemplo, sin autoridad y trata a su madre de forma violenta, con constantes faltas de respeto. |        |

## Gran final
En la final del programa, los participantes llegaron a su destino y vendieron el ganado. Después de esto cada padre con su hijo tenían que darse una nota uno con el otro en una escala del 1 al 10, para ver cuanto han mejorado en su comportamiento. En la tabla siguiente se ve la nota que obtuvo cada participante;
| Participante | Nota |
| ------------ | ---- |
| Antonio      | 8    |
| Jennifer     | 9    |
| Cristian     | 8    |
| Yolanda      | 9    |
| Oleg         | 8    |
| Isabel       | 9    |
| Carlos       | 9    |
| Mari         | 9    |
| Hana         | 9    |
| Ana María    | 9    |

### Vida de los participantes
Después del reality la vida de todos los participantes cambio radicalmente, pasaron 8 meses y las cámaras volvieron a ver a las familias para ver si hubo un cambio y esto fue lo que sucedió;
- Antonio y Jennifer: Jennifer terminó su relación, y vive con su hija pequeña en un piso de alquiler. Antoñio visita todos los días a Jennifer y la ayuda económicamente, Jennifer está pensando en ir por un tiempo a Francia, París con su padre.
- Isabel y Oleg: la relación familiar no resultó en casa así que Oleg decidió irse de casa e Isabel, le paga una habitación en un piso compartido, además terminó sus estudios.
- Ana María y Hana: Hana viajó a Madrid y encontró el amor, Ana María se comunica por teléfono con su hija todos los días.
- Mari y Carlos: Mari terminó su relación amorosa con el hombre casado y Carlos dejó de maltratar y controlar a su madre. A Carlos le gustaría irse a vivir a la Patagonia argentina.
- Antonio y Sarah: Sarah dejó de fumar porros y ha retomado sus estudios, aunque no vive con su familia, los visita a diario. Además sigue trabajando en el negocio de su padre.
- Yolanda y Cristian: Yolanda continua viviendo con sus 4 hijos, ha retomado la relación con su última pareja pero viven en casas separadas, la relación de madre e hijo ha mejorado. Cristian se reconcilió con su exnovia y fue padre en enero de 2013.

### Audiencias
| N.º | Título                                            | Fecha de emisión         | Audiencia        |
| --- | ------------------------------------------------- | ------------------------ | ---------------- |
| 1   | «200 km a través de la Patagonia argentina»       | 23 de septiembre de 2012 | 1 023 000 (5,9%) |
| 2   | «Se inicia la nueva aventura»                     | 28 de septiembre de 2012 | 938 000 (5,4%)   |
| 3   | «Jennifer deja al padre de su hijo por Christian» | 5 de octubre de 2012     | 706 000 (4,5%)   |
| 4   | «El programa vive su primer abandono»             | 12 de octubre de 2012    | 479 000 (5,0%)   |
| 5   | «El grupo toma el mando de las vacas»             | 19 de octubre de 2012    | 398 000 (5,3%)   |
| 6   | «Padres e hijos vuelven a compartir campamento»   | 26 de octubre de 2012    | 424 000 (7,5%)   |
| 7   | «Se acercan a la meta con sorpresas»              | 3 de noviembre de 2012   | 204 000 (3,5%)   |
| 8   | «El carácter arrogante de Oleg le crea problemas» | 10 de noviembre de 2012  | 272 000 (4,4%)   |
| 9   | «Penúltima jornada de arreo»                      | 17 de noviembre de 2012  | 333 000 (5,8%)   |
| 10  | «Final de recorrido»                              | 24 de noviembre de 2012  | 288 000 (5,9%)   |

### Audiencia media de todas las ediciones
| Edición         | Fecha | Cadena | Espectadores | Cuota |
| --------------- | ----- | ------ | ------------ | ----- |
| Primera edición | 2012  | Cuatro | 506 000      | 5,3%  |

## Adaptaciones
- En chile el canal televisivo Chilevisión compró los derechos del programa a cuatro para crear su propia versión del reality pero en chileno y poder emitirlo en 2014, el programa tiene como título; Padres lejanos igual que el original. Fue conducido por Francisca García-Huidobro.